# 네오플
네오플은 'We make wonders'라는 모토 아래 캐주얼 게임 ‘캔디바’를 시작으로 던전앤파이터, 사이퍼즈 등 인기 게임을 연이어 개발한 게임 개발사다. 2008년 넥슨 컴퍼니로 편입됐으며, 게임의 서비스 영역을 중화인민공화국, 일본, 중화민국 등으로 확대, 그 결과 현재 매출의 절반 이상을 해외에서 거둬들이고 있다. 특히, 이중 ‘던전앤파이터’는 세계 회원수 4억 명, 국내 동시접속자수 29만 명, 중국 최고 동시접속자수 300만 명을 기록할 만큼 국내외에서 폭발적인 인기를 얻고 있으며, 2007년 '대한민국게임대상' 우수상 및 인기상, 2009년, 2010년 2년 연속 ‘중국온라인게임대상’ 황금깃털상을 수상하는 등 작품성 면에서 널리 인정받고 있다. 네오플은 현재 신규 FPS게임 ‘공각기동대 온라인(가칭)’을 개발 중에 있다.

## 게임 목록
- 던전앤파이터
- 사이퍼즈
- 캔디바